# شارگ
شارگ، روستایی از توابع بخش تلنگ شهرستان قصرقند  در استان سیستان و بلوچستان ایران است.

## جمعیت
این روستا در دهستان تلنگ قرار دارد و براساس سرشماری مرکز آمار ایران در سال ۱۳۸۵، جمعیت آن ۱٬۰۵۸ نفر (۲۱۸خانوار) بوده‌است.